# Aleidis Skard
Aleidis Skard, född 5 januari 1947, är en norsk barnskådespelare. Hon spelade huvudrollen i filmerna Toya rymmer (1956) och Toya – vilse i fjällen (1957).
Den 31 oktober 1991 gästade hon TV-programmet Da Capo som sändes i NRK.

## Filmografi
- 1956 – Toya rymmer
- 1957 – Toya – vilse i fjällen